# Pietro Tomasi Della Torretta

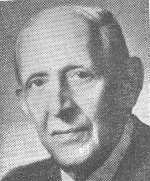
P.P. Tomasi della Torretta, Datierung unbekannt

Pietro Paolo Tomasi, Markgraf della Torretta (* 7. April 1873 in Palermo; † 4. Dezember 1962 in Rom) war ein  italienischer Diplomat und Politiker. Vom 7. Juli 1921 bis zum 26. Februar 1922 war er im Kabinett Bonomi I Außenminister seines Landes.

## Leben und diplomatische Karriere
Nach einem Studium der Rechtswissenschaften an der Universität Palermo trat Tomasi 1890 in den diplomatischen Dienst ein, in dem er bis zum Kabinettschef (heute etwa: Büroleiter) des Außenministers Antonino Paternò-Castello aufstieg. Seine erste Auslandsstation als Missionschef war München 1914/15 als Gesandter, es folgten – schon in der Rangstufe eines Außerordentlichen und Bevollmächtigten Ministers – 1917/18 Sankt Petersburg und 1919 bis 1921 Wien. Zwischenzeitlich hatte er auch als Mitglied der italienischen Delegation an der Pariser Friedenskonferenz 1919 teilgenommen und 1920 die Musikerin und Dichterin Alice, geb. Barbi, verw. Baronesse von Wolff-Stomersee geheiratet. Deren Tochter aus erster Ehe heiratete später den Neffen Pietros, den Schriftsteller Giuseppe Tomasi di Lampedusa.
Aus der Wiener Position heraus wurde er zum Außenminister ernannt. Nach seinem Ausscheiden aus der Regierung wurde Tomasi nach London versetzt, wo er zum Jahreswechsel 1923/24 die Rangstufe des Botschafters erreichte und bis 1927 blieb. Als Gegner des Mussolini-Faschismus wurde er zurückberufen und aus dem diplomatischen Dienst entlassen.
1957 erbte er einige weitere Adelstitel: Er wurde Grande von Spanien 1. Klasse, 13. Herzog von Palma, 12. Fürst von Lampedusa und Baron von Montechiaro.

## Politische Karriere
Gleichzeitig mit der Ernennung zum Außenminister wurde er auch zum Senator auf Lebenszeit ernannt. In diesem, durch die Regierungspraxis des Faschismus allerdings zunehmend unwichtiger werdenden Amt verblieb er auch nach 1927. Nach der Besetzung Roms durch die Alliierten 1944 wurde der Senat wieder reaktiviert und wählte Tomasi am 20. Juli 1944 zu seinem Präsidenten. Nachdem ein Referendum am 2. und 3. Juni 1946 eine Mehrheit für die Abschaffung der Monarchie ergab und die königliche Familie am 18. Juni das Land verlassen hatte, trat Tomasi am 25. Juni als Präsident des Senats zurück.
Gleichzeitig mit dem Referendum fand die Wahl zur Verfassunggebenden Nationalversammlung statt, bei der Tomasi gewählt wurde. Nach der Reorganisation des Senats gehörte er von 1948 bis 1953 wieder diesem Gremium an.